# آيت اكضيض (الزاوية النحلية)
آيت اكضيض هي إحدى مشيخات المملكة المغربية، تتبع جغرافيا لإقليم شيشاوة وإداريًا لالزاوية النحلية. يقدر عدد سكانها بـ 2706 نسمة حسب الإحصاء الرسمي للسكان والسكنى لسنة 2004.